# 陳景隆
陳景隆（1439年—？），字如初，福建福州府长乐县人，明朝政治人物。

## 生平
成化七年（1471年），福建辛卯乡试中舉。成化十一年（1475年）登乙未科進士，任武康知县，升監察御史。弘治三年（1490年）陞山東僉事。

## 家族
曾祖父陳仲進，曾任知縣。祖父陳登，曾任中書舍人。父亲陳同甫。